# Тит Ромилий Рок Ватикан
Тит Роми́лий Рок Ватика́н (лат. Titus Romilius Rocus Vaticanus; умер после 450 года до н. э.) — римский политический деятель, консул 455 года до н. э. Благодаря Капитолийским фастам известно, что его отец и дед носили тот же преномен — Тит.
Коллегой Тита Ромилия по должности был Гай Ветурий Цикурин. Консулы совместно разбили эквов на Альгиде, причём противник, по данным Тита Ливия, потерял семь тысяч человек убитыми. Захваченную добычу Ромилий и Ветурий продали с торгов, и это стало основанием для предъявления им обвинений плебейскими магистратами. Тита Ромилия привлёк к суду сразу по истечении его полномочий народный трибун Гай Кальвий Цицерон; обвиняемому присудили штраф в 10 тысяч медных ассов.
В 451 году до н. э. центуриатное собрание выбрало Тита Ромилия в первую коллегию децемвиров, поскольку, по словам Дионисия Галикарнасского, «казалось, что он перешел на сторону плебеев». Исследователи уверены, что это уточнение — вымысел Дионисия, целью которого было объяснить явное противоречие. В связи с этим данные о децемвирате Тита Ромилия могут быть вообще лишены исторической ценности.